# Georgij Tybylov
Georgij Tybylov (Geuargi Tybylty) (* 6. listopadu 1984, Ordžonikidze) je bývalý ruský zápasník–volnostylař osetské národnosti, který od roku 2008 krátce reprezentoval Ukrajinu.

## Sportovní kariéra
Připravoval se ve Vladikavkazu pod vedením Artura Bazajeva. V ruské reprezentaci se do užšího výběru neprosazoval, proto s blížícími se olympijskými hrami v Pekingu využil možnost reprezentovat Ukrajinu, kde ve volném stylu působili jeho krajná (Oseti) v čele s Ruslanem Savochlovem. V olympijském roce 2008 v nominaci porazil ukrajinskou jedničku Vasyla Tesmyneckého a startoval na olympijských hrách v Pekingu. V úvodním kole prohrál s ruským dagestáncem Širvanem Muradovem ve třech setech v poměru 1:2. Přes opravy se však probojoval do souboje o třetí místo proti Osetu Chetagu Gozjumovovi reprezentujícího Ázerbájdžán. Souboj o třetí místo nezvládl. Prohrál jednoznačně ve dvou setech 0:2 a obsadil dělené 5. místo. Od roku 2009 šla jeho výkonnost dolů z důvodu dlouhodobého zranění.

## Výsledky
| Turnaj             | Rusko | Rusko | Rusko | Rusko | Rusko | Ukrajina |
| Turnaj             | 2003  | 2004  | 2005  | 2006  | 2007  | 2008     |
| Turnaj             | 19    | 20    | 21    | 22    | 23    | 24       |
| Turnaj             | -84   | -96   | -96   | -96   | -96   | -96      |
| ------------------ | ----- | ----- | ----- | ----- | ----- | -------- |
| Olympijské hry     |       | —     |       |       |       | 5.       |
| Mistrovství světa  | —     | —     | —     | —     |       |          |
| Mistrovství Evropy | —     | —     | —     | —     | —     | 2.       |
| MS juniorů         | 1.    |       |       |       |       |          |
| ME juniorů         |       | 1.    |       |       |       |          |